# Guimbissenao
Guimbissenao est une localité du département de Tiankoura, dans la province du Bougouriba (région du Sud-Ouest) au Burkina Faso. En 2006, cette localité comptait 477 habitants environ dont 51.3% de femmes.